# Ebergassing
Ebergassing est une commune autrichienne du district de Bruck an der Leitha en Basse-Autriche. La commune appartenait au district de Wien-Umgebung jusqu'à sa suppression le 31 décembre 2016.